# スカイサーフィン
スカイサーフィン (Skysurfing) は空で行うエクストリームスポーツ。スカイダイビングの種目の一つで、パラシュートを開くまでの自由落下を利用し足にセットしたボードを使いパフォーマンスを行う。

## 概説
航空機で高度12,500ft（約4000m）程度まで上昇後に空中へ飛び出し、フリーフォール中に50秒間の演技を行った後、高度3000ft（約1000m)でパラシュートを開く。
一般的には500回以上のスカイダイビング経験を持つ者が小さなビギナーボードで始まり、ミディアムボード、アドバンスボードへと進んだ後、競技へと進む。空中でエアカメラマンとペアを組み技術を競うフリースタイル系のスカイスポーツでもある。各国での大会の他、世界選手権も行われている。ワールドエアゲームズ競技世界大会および世界選手権の認定機関は国際航空連盟である。
スカイサーフィンの難度はA～E難度で表記され最高難度はＥ難度で世界選手権が行われ国際航空連盟により公認されている。

## 競技
スカイサーフィン
2人組のペアがお互いの動きを合わせ高難度の技を演じ、その技の難度と正確さを競い全7ラウンドの合計ポイントで競うチーム競技である。